# Dolac (gmina Bijelo Polje)
Dolac (cyr. Долац) – wieś w Czarnogórze, w gminie Bijelo Polje. W 2011 roku liczyła 94 mieszkańców.